# Gafsa Nord

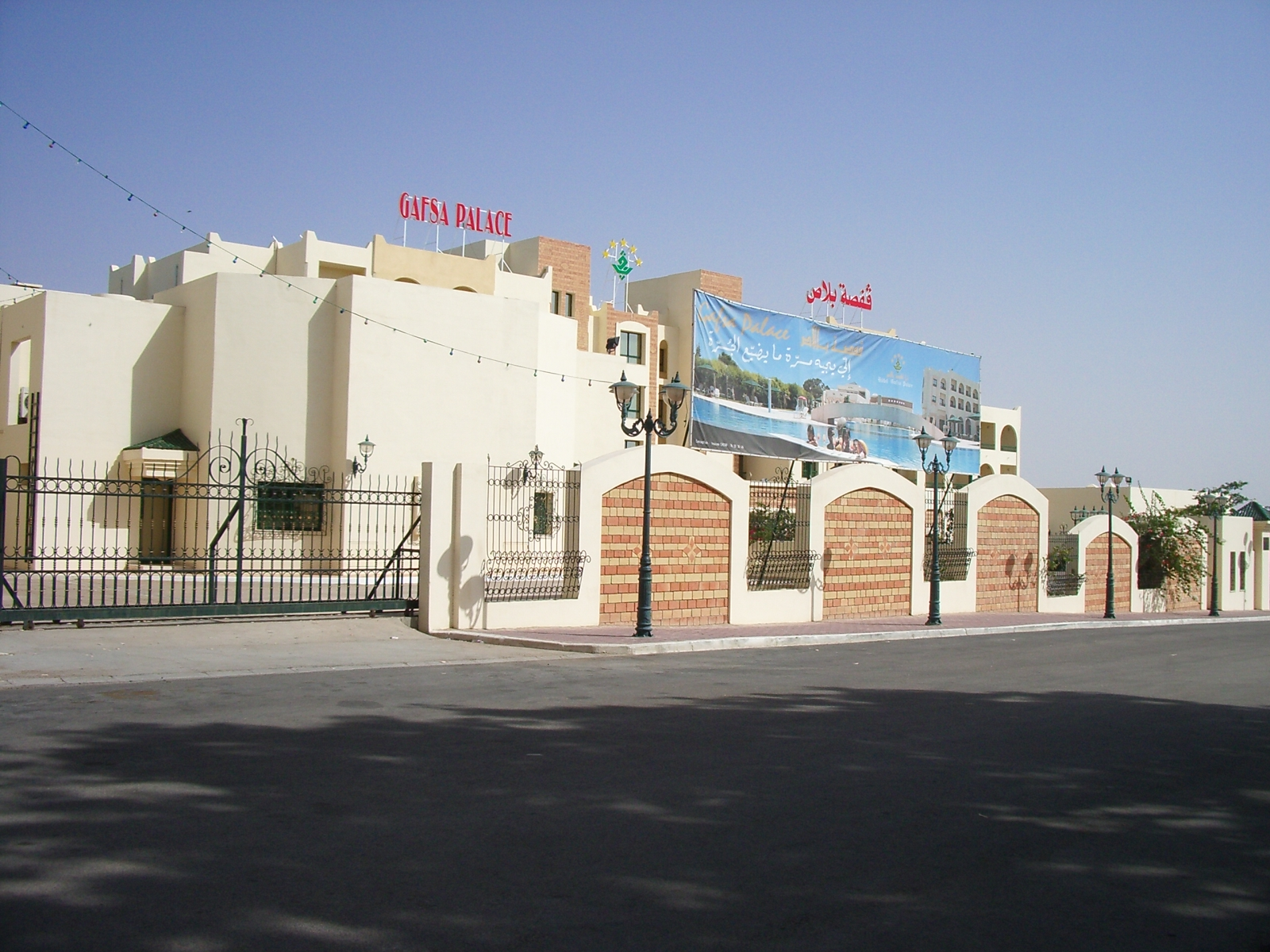
Nova zona turística al nord-est de Gafsa

La delegació o mutamadiyya de Gafsa Nord (àrab: معتمدية قفصة الشمالية, muʿtamadiyyat Qafṣa ax-Xamāliyya) és una delegació de Tunísia a la governació de Gafsa. Està formada per la part oriental de la ciutat de Gafsa, amb el seu oasi, i es perllonga cap al nord-est als dos costats de la carretera que va fins a Bou Alkem i segueix després cap al nord en direcció a Kairuan, i cap a l'est fins a El Guettar. La delegació té una població de 9.030 habitants segons el cens del 2004.

## Economia
L'activitat econòmica és agrícola, basada sobretot en l'explotació dels dàtils del palmerar, però s'està iniciant una zona turística a la carretera poc abans d'entrar a Gafsa venint des del nord.

## Administració
La delegació o mutamadiyya, amb codi geogràfic 61 51 (ISO 3166-2:TN-12), està dividida en set sectors o imades:
- Guetis (61 51 51)
- Er-Rahiba (61 51 52)
- Er-Rahiba Sud (61 51 53)
- Ksour El Akhoua (61 51 54)
- El Mouthidès (61 51 55)
- Fej (61 51 56)
- Menzel Mimoun (61 51 57)

Al mateix temps, forma part de la municipalitat o baladiyya de Gafsa (61 11).